# 熱帶雨林餐廳

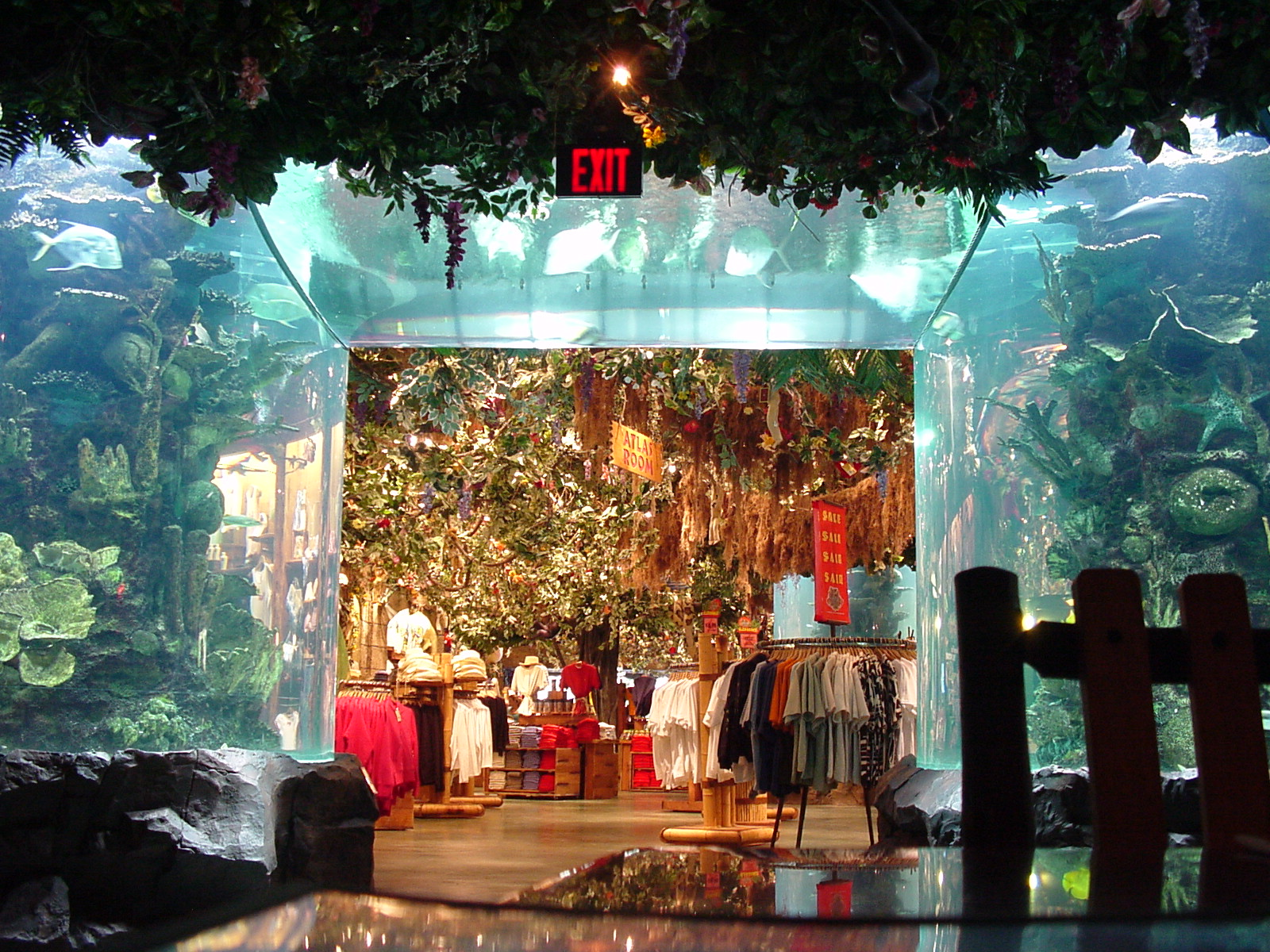
位於迪士尼動物王國的熱帶雨林餐廳

熱帶雨林餐廳（英語：Rainforest Cafe）是由Landry's Restaurants於德克薩斯州休士頓擁有的連鎖式主題餐廳，此餐廳由企業家Steven Schussler創辦。

## 餐廳簡介
餐廳的設計是模仿熱帶雨林的特色，包括茂密的植物、熱帶雨林中的薄霧、瀑布及多種機械控制的動物及昆蟲。餐廳內更有大型的水族館，包含人工的珊瑚礁。場內的燈光及其他裝飾會在不同的時段產生變化，例如模擬的雷電交加的場面每隔30分鐘出現一次，但並非只限模擬雨水。另外，利用閃光燈及高能量的擴聲器來模擬閃電及雷暴效果，同時所有機械控制的動物會隱藏到其他位置。餐廳內劃分為多個不同區域，代表熱帶雨林內不同的位置。模擬的雷電交加的場面會根據雨水的流率有所改變。餐廳外面設有許願池及兇猛的大鱷，它經常在水面遊弋。部份熱帶雨林餐廳分店更設有零售村，售賣與餐廳相關主題的紀念品。

## 連結
- 官方網站 （页面存档备份，存于）